# تدی گایگر
تدی گایگر (انگلیسی: Teddy Geiger؛ زادهٔ ۱۶ سپتامبر ۱۹۸۸) یک هنرپیشه، و خواننده اهل ایالات متحده آمریکا است.
او یک زن ترنس است.